# Nzambi (divinité)
nzambi (aussi Nzambi a Mpungu, Nzambi Mpungu) est le terme, en langue kikongo, servant à désigner le Dieu créateur. Il est reconnu dans toute l'Afrique centrale notamment parmi le peuple Kongo.

## Histoire
Le nom de ce dieu est consigné au xvie siècle par les Portugais qui visitent le royaume du Kongo. Il est considéré comme le dieu suprême et créateur de toutes choses jusqu'à nos jours.
Les missionnaires et intellectuels européens, parmi lesquels Alphonse Ier du Kongo, roi christianisé, ont tenté de traduire les concepts religieux européens en kikongo et ils ont choisi ce terme pour nommer Dieu. Dans les années 1540, les missionnaires Jésuites notent que ce choix est plutôt bien accepté, et cela est probablement consigné dans le catéchisme (de nos jours perdu) rédigé en langue kikongo par les Carmélites en 1557. Le terme a été utilisé pour désigner Dieu dans le catéchisme de 1624, une traduction en kikongo faite par les « meilleurs maîtres de l'Église » sous la direction du prêtre jésuite Mateus Cardoso.
On ne sait pas vraiment si Nzambi a Mpungu est considéré comme le Dieu créateur par équivalence avec le dieu chrétien des prêtres et des missionnaires ou s'il avait déjà un tel statut avant cela. Cependant, dans le royaume de Loango, où l'on parle le kikongo, et qui n'avait pas accepté la christianisation comme au Kongo, les visiteurs néerlandais rapportent aussi que ce nom servait à désigner Dieu.

## Théologie

### Mythologie kongo
Nzambi a Mpungu est le créateur de l'univers. Après cette création, il se désintéresse du monde des Hommes. Nzambici est son épouse, et les autres principales déités qui accompagnent Nzambi sont Ntangu (le soleil), Ngonde (la lune), Nzassi (le tonnerre), Lusiemo (la lumière) et Chicamassichinuinji qui réside dans la mer.

### Candomblé Angola
Dans la religion Candomblé Angola, Nzambi est le "maître souverain". Il a créé la terre puis s'est retiré du monde. Nzambi Mpungu reste responsable des précipitations et de la santé.

### Kumina
Dans la religion Kumina, il existe un créateur suprême nommé « roi zombi », qui dérive de Nzambi Mpungu.

### Palo
Dans la religion Palo, Nzambi est le dieu qui crée l'univers et qui le meut. Il existe dans toutes les choses du monde et dans ceux qui sont morts depuis longtemps, qui sont devenus des esprits et font partie des éléments de nature.